# Aiguille du Belvédère
L'aiguille du Belvédère est un sommet de France, point culminant (2 965 m) des aiguilles Rouges, en Haute-Savoie.

## Ascension
La voie la plus directe part du lac Blanc pour rejoindre l'arête sommitale après la traversée dans sa partie supérieure du glacier des Dards ; le seul passage délicat de l'ascension est constitué d'une cheminée de plusieurs mètres de haut qui justifie de monter encordé. La face ouest propose des itinéraires d'escalade réservés aux grimpeurs expérimentés.